# Leopoldo Corpuz Jaucian

Bischofswappen

Leopoldo Corpuz Jaucian SVD (* 27. Juli 1960 in Santa) ist philippinischer Bischof von Bangued.

## Leben
Leopoldo Corpuz Jaucian trat der Ordensgemeinschaft der Steyler Missionare bei, legte das Gelübde am 7. Juni 1981 ab. Der Bischof von Surigao, Miguel C. Cinches SVD, weihte ihn am 1. März 1988 zum Priester.
Papst Benedikt XVI. ernannte ihn am 5. Januar 2007 zum Bischof von Bangued und er wurde am 31. März desselben Jahres in das Amt eingeführt. Der Erzbischof von Manila, Gaudencio Borbon Kardinal Rosales, weihte ihn am 26. März desselben Jahres zum Bischof; Mitkonsekratoren waren Fernando Filoni, Apostolischer Nuntius auf den Philippinen, und Artemio Lomboy Rillera SVD, Bischof von San Fernando de La Union.